# Coehoorn-Mörser

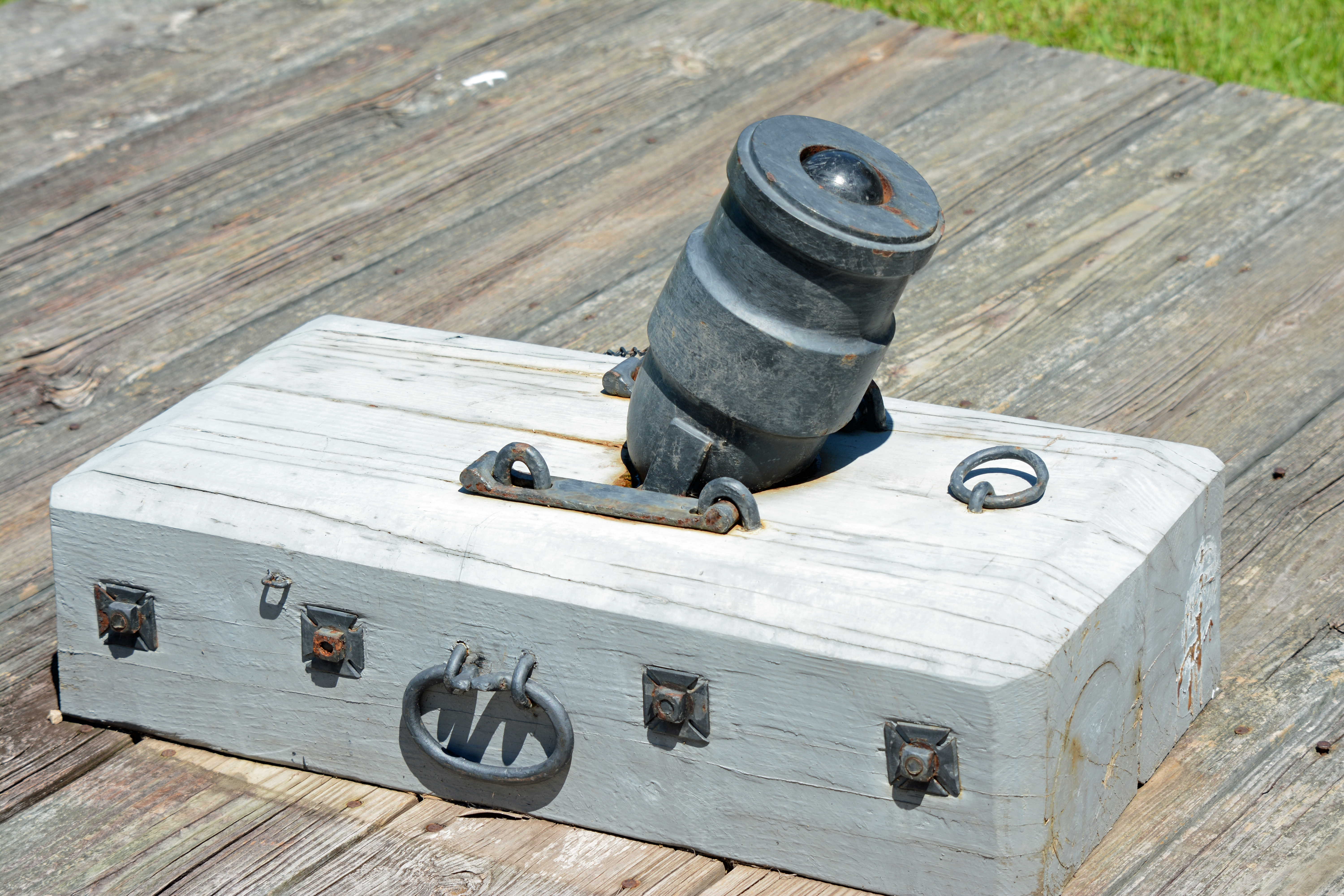
Kleiner Coehoorn-Mörser

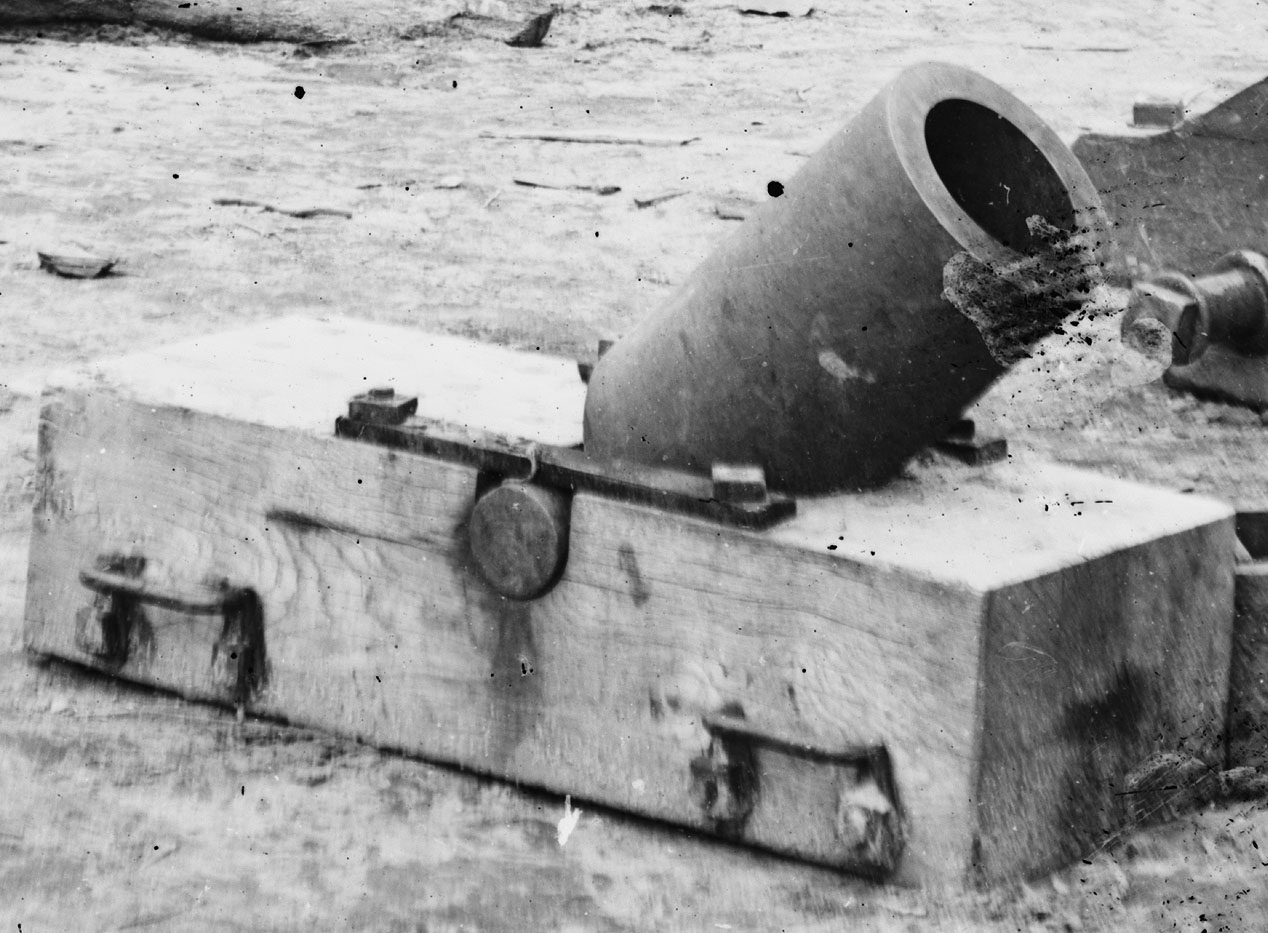
Schwerer 24-Pfund-Coehoorn-Mörser der Konföderierten aus dem Amerikanischen Bürgerkrieg

Der Coehoorn-Mörser (oft auch Coehorn, Cohorn oder ins Deutsche übersetzt Kuhhorn) war ein kleiner, tragbarer Mörser. Er wurde im Jahre 1673 von dem Niederländer Menno van Coehoorn entwickelt, erstmals eingesetzt wurde er bei der Belagerung von Grave (1674). Dieser Mörsertyp wurde bis in das späte 19. Jahrhundert verwendet, dann ohne Ersatz ausgemustert. Er wurde sowohl auf Seiten der Belagerer als auch der Verteidiger verwendet. Der Mörser wurde in der Sappe nah an den Feind gebracht. Der Einsatzzweck war somit der gleiche wie bei den späteren Grabenmörsern im Ersten Weltkrieg (1914–1918). In Ermangelung geeigneter Waffen zu Beginn des Ersten Weltkriegs holte Frankreich die schon damals technisch überholten Mörser aus den Arsenalen.
Der Mörser war ein Vorderlader mit Glattrohr aus Bronze oder Eisen. Eine einfache Bodenplatte aus Holz mit seitlich angebrachten Tragegriffen diente als Lafette. Wegen seines relativ geringen Gewichts besaß das Geschützrohr keine Henkel. Die Rohrerhöhung war in der Regel fest in oberen Winkelgruppen oder knapp darunter eingestellt. Verschossen wurden Granaten, deren Reichweite durch die Menge der Treibladung bestimmt wurde.
Den Coehoorn-Mörser gab es in verschiedenen Größen. Die leichten hatten ein Kaliber von etwa 10 bis 13 cm bzw. 6 bis 16 Pfund. Die Mörser waren 25 bis 40 kg schwer und konnten von zwei Mann getragen werden. Die Reichweite betrug bis zu 500 m.
Im Amerikanischen Bürgerkrieg (1861–1865) wurde von beiden Seiten auch der schwere 24-Pfünder verwendet. Er hatte eine Reichweite bis 1.100 m, wog 136 kg und musste von vier Mann getragen werden.